# 9684 Олісляґерс
9684 Олісляґерс (9684 Olieslagers) — астероїд головного поясу, відкритий 24 вересня 1960 року.
Тіссеранів параметр щодо Юпітера — 3,494.
Названо на честь Яна Олісляґерса (нід. Jan Olieslagers; 1883-1942) бельгійського піонера авіації.